# Marvel vs. Capcom 3: Fate of Two Worlds
Marvel vs. Capcom 3: Fate of Two Worlds là một trò chơi điện tử đối kháng sản xuất bởi Capcom, bao gồm các nhân vật thuộc sở hữu của Capcom và công ty truyện tranh Hoa Kỳ là Marvel Comics. Phát hành lần đầu vào ngày 15 tháng 1 năm 2011, đây là trò chơi thứ năm của loạt trò chơi Marvel vs. Capcom.
Được sản xuất và đạo diễn bởi Niitsuma Ryota, trò chơi này cũng có bộ máy tốc độ cao như những trò chơi trước. Ngoài ra, chế độ chơi theo đội ba đấu ba cũng sẽ được sử dụng.
Tháng 3 năm 2011, trò chơi đã bán được 2 triệu bản trên toàn thế giới. Ngày 20 tháng 7 năm 2011, Capcom đã thông báo về Ultimate Marvel vs. Capcom 3, sẽ được phát hành vào tháng 11 năm 2011, với những tính năng và nhân vật mới.

## Cách chơi
Như các trò chơi trước, trò chơi này nhấn mạnh cách chơi theo đội 3 người, trong đó các nhân vật có thể được gọi ra bất cứ lúc nào, và có thể tận dụng một lựa chọn thứ tự có tên là "Evolved Vs. Fighting System".
Không như Marvel vs. Capcom 2, sử dụng hệ thống 4 nút, Marvel vs. Capcom 3 chỉ sử dụng hệ thống 3 nút đơn giản, bao gồm những đòn tấn công nhẹ, vừa và nặng được làm dựa theo Tatsunoko vs. Capcom: Ultimate All-Stars, mà Capcom tin rằng "sẽ phá vỡ bức tường của điều khiển phức tạp và mở ra sân chơi đối kháng mang tính chiến thuật cho tất cả mọi người". Ngoài ra, trò chơi này còn có một tính năng khác là Phần tử X ("X-Factor"), có thể được thực hiện một lần trong trận đấu. Tính năng này sẽ làm tăng sức mạnh và tốc độ của nhân vật trong một thời gian ngắn.

## Nhân vật có thể điều khiển
Tổng các nhân vật là 36. Hai nhân vật khác có thể được sử dụng thông qua nội dung tải về.
| Marvel          | Capcom            |
| --------------- | ----------------- |
| Captain America | Akuma             |
| Deadpool        | Albert Wesker     |
| Doctor Doom     | Amaterasu         |
| Dormammu        | Arthur            |
| Hulk            | Chris Redfield    |
| Iron Man        | Chun-Li           |
| Magneto         | Crimson Viper     |
| M.O.D.O.K.      | Dante             |
| Phoenix         | Felicia           |
| Sentinel        | Hsien-Ko          |
| She-Hulk        | Jill Valentinea   |
| Shuma-Goratha   | Mike Haggar       |
| Spider-Man      | Morrigan Aensland |
| Storm           | Nathan Spencer    |
| Super-Skrull    | Ryu               |
| Taskmaster      | Trish             |
| Thor            | Tron Bonne        |
| Wolverine       | Viewtiful Joe     |
| X-23            | Zero              |

^a : Chỉ có trong nội dung tải về.

## Đón nhận
Tại E3 2010, Marvel vs. Capcom 3: Fate of Two Worlds đã giành được Giải thưởng Phê bình Trò chơi điện tử tại hạng mục Trò chơi Đối kháng hay nhất. Nó cũng nhận được giải Trò chơi Đối kháng hay nhất từ IGN, 1UP.com, X-Play và G4.
IGN đưa ra số điểm 8,5, khen ngợi sự cân bằng và chiều sâu của trò chơi. GamesMaster đưa ra số điểm 90% và nói nó là "trò chơi đối kháng 2D bùng nổ nhất và làm hài lòng người hâm mộ nhất mà thế giới từng được thấy". 1UP.com xếp nó ở hạng A và cho rằng "đôi khi nó hơi rẻ mạt nhưng vẫn vui hơn là Super Street Fighter IV.